# Amphinemura ohridana
Amphinemura ohridana är en bäcksländeart som beskrevs av Ikonomov 1978. Amphinemura ohridana ingår i släktet Amphinemura och familjen kryssbäcksländor. Inga underarter finns listade i Catalogue of Life.